# Walter von Montbéliard

Wappen Walter von Montbéliard

Walter von Montbéliard, auch Walter von Mömpelgard (franz.: Gautier de Montbéliard; † 1212), war ein Kreuzritter, Beamter im Königreich Jerusalem und zeitweise Regent des Königreichs Zypern. Er war ein jüngerer Sohn des Amadeus II./I. († 1195), Herr von Montfaucon, Graf von Montbéliard.
Sein Geburtsdatum ist unbekannt, allerdings dürfte es nicht vor 1150 gelegen haben, da ihm der in seinem Dienst stehende Dichter Robert de Boron noch vor dem Jahr 1190 die Estoire dou Graal gewidmet hatte.
Walter nahm 1199 das Kreuz zum vierten Kreuzzug, allerdings schloss er sich dann 1201 dem Feldzug seines Neffen, Graf Walter III. von Brienne, in das Königreich Sizilien an, um dort die staufischen Statthalter zu bekämpfen. Von dort zog er noch vor dem Jahr 1205 in das heilige Land weiter, wo er sofort eine führende Position unter dem einheimischen christlichen Feudaladel einnahm. Er heiratete Bourgogne de Lusignan, eine Tochter des Königs Amalrich I./II. von Zypern-Jerusalem, von dem er zusätzlich zum Konstabler (Connétable) von Jerusalem ernannt wurde, als Amtsnachfolger des Johann von Ibelin.
Aber schon auf den Tod des Königs am 1. April 1205 gab Walter sein Amt auf und zog nach Zypern, wo er vom Haute Cour der Insel zum Regenten seines unmündigen Schwagers, König Hugo I., gewählt wurde. Im Folgejahr verheiratete er den König mit Alice von Champagne, womit er ein schon von den Vätern des Paares ausgehandeltes Eheversprechen umsetzte. Seine Position nutzte Walter vor allem zur Selbstbereicherung aus, indem er Einkünfte aus dem Kronschatz widerrechtlich entwendete. 1206 unternahm er einen großangelegten Kriegszug zur Aufhebung der Belagerung Antalyas durch die  Rum-Seldschuken. Er kam damit vorgeblich dem bedrängten Herrn von Antalya, Aldobrandino, zu Hilfe, versuchte aber offenbar sich selbst zum Herrscher der Stadt aufzuschwingen. Die lokale Bevölkerung erhob sich gegen seine Herrschaft und ermöglichte 1207 den Einzug des Rum-Sultans Kai Chosrau I. in die Stadt, die Walter aufgeben musste. Ähnliche Ambitionen scheiterten auch auf Rhodos.
1210 erlangte König Hugo I. die Mündigkeit und übernahm persönlich die Herrschaft auf Zypern. Um einer Strafverfolgung zu entgehen, stahl Walter große Teile des Kronschatzes und floh überstürzt nach Akkon, wo er ein schützendes Exil bei seinem Neffen Johann von Brienne fand, der kurz zuvor zum König Jerusalems gekrönt wurde. Walter starb dort bereits im Jahr 1212.
Aus seiner Ehe mit Bourgogne de Lusignan hatte er zwei Kinder:
- Odo von Montbéliard († um 1247), Fürst von Galiläa, regierender Bailli von Jerusalem
- Eschiva von Montbéliard († nach April 1239), 1. ⚭ mit Gerard de Montagu († gefallen 1229 bei Nikosia); 2. ⚭ mit Balian von Ibelin-Beirut († 1247)